# 桑梅利馬
桑梅利馬是非洲中西部國家喀麥隆的城鎮，由南部省負責管轄，位於該國南部，南面是德賈動物保護區，海拔高度543米，鎮上有機場設施，2001年人口估計41,800。
2°56′N 11°59′E / 2.933°N 11.983°E